# أحمد بوت
أحمد بوت هو عارض وممثل باكستاني، ولد في 18 نوفمبر 1975 بلاهور في باكستان.

## وصلات خارجية
- أحمد بوت على موقع IMDb (الإنجليزية)